# Унсу
Унсу (unsu, буквално „ръце в облаците“) е ката за напреднали в карате стиловете шотокан и шито рю. Счита се за една от зрелищните кати, тъй като се състои от 48 движения с ръцете, някои от които много бързи или сложни: като встъпителната ипон нуките (ipon nukite, удар с един пръст) и 360-градусов въртящ се скок. Тъй като е сложна за изпълнение ката, тя обикновено се преподава на каратеките от трети или четвърти дан. За да може да се изпълни е нужно да бъдат овладени катите басай, канку, джион, емпи, джите и ганкаку.
Движенията, които се изпълняват при унсу, символизират събиращите се облаци при гръмотевична буря.